# Tas
A Tas régi magyar török eredetű férfi személynév, a jelentése kő.

## Gyakorisága
Az 1990-es években szórványos név, a 2000-es években nem szerepel a 100 leggyakoribb férfinév között.

## Névnapok
- január 8.[2]
- február 22.[2]
- április 15.[2]
- április 27.[2]
- június 8.[2]

## Híres Tasok
- Tas: a honfoglaló hét vezér egyike
- Jutas fia, Árpád fejedelem unokája